# بیل وارد (موسیقی‌دان)
ویلیام توماس بیل وارد (انگلیسی: William Thomas Bill Ward) یا بیل وارد؛ زادهٔ ۵ مهٔ ۱۹۴۸) نوازنده‌ی درامز، آهنگساز و ترانه‌سرای بریتانیایی است. او به عنوان درامر و عضو اصلی گروه هوی متال بلک سبث شناخته میشود. او یکی از مهم‌ترین و تاثیرگذارترین درامرهای تاریخ موسیقی محسوب می‌شود. 
او بیشتر با نام یا لقب بیل وارد شناخته شده‌است و همچنین در ۲ تِرک از آهنگهای گروهش به نام "Swinging the Chain" و " It's alright " به عنوان خواننده‌ی اصلی خوانده است. وی را درامر غیرمتعارف می‌شناسند. او از قدرت و سرعت بسیار بالای خود برای هماهنگی بین ریف آهنگ و خواننده استفاده می‌کند. او نواختن درامز را از کودکی با گوش فرادادن به نوازنده‌های بزرگی مانند بادی ریچ ، لویی بیلسون ، جین کروپا و گروه بیگ بند شروع کرد. بعدها او توسط درامر های بزرگی مانند لری لندین، برنارد پوردی، جو مورلو، کییف هارتلی، هوی فلیمینت، جان بانِم، رینگو استار، جیم کاپالدیه و کلوی بونکر تحت تأثیر قرار گرفت.